# Vaška
La Vaška (in russo Вашка?) è un fiume della Russia europea nordoccidentale, affluente di sinistra del Mezen'. Scorre nell'Udorskij rajon della Repubblica dei Komi e nel Lešukonskij rajon dell'Oblast' di Arcangelo.
Nasce nell'estrema parte occidentale del territorio della Repubblica Autonoma dei Komi, da un'area di vaste paludi fra gli alti corsi dei fiumi Mezen' e Dvina Settentrionale; scorre su tutto il percorso mantenendo direzione mediamente settentrionale o nord-occidentale, in un ambiente pianeggiante, frequentemente paludoso e ricco di laghi (circa 900). Sfocia nel Mezen' a 201 km dalla foce, presso l'abitato di Lešukonskoe. Il fiume è gelato, mediamente, nel periodo ottobre-maggio; nei rimanenti mesi, è navigabile a monte della foce fino al porto di Ust'-Vačerga.
I maggiori affluenti sono: Zyrjanskaja Ežuga (lungo 107 km), Ërtom (106 km) provenienti dalla sinistra idrografica e Loptjuga (152 km) dalla destra.